# Aldo Duro
Aldo Duro  (* 25. Januar 1916 in Zadar; † 10. Juli 2000 in Rom) war ein italienischer Romanist und Lexikograf.

## Leben und Werk
Duro studierte in Pisa und Florenz. Sein wichtigster Lehrer war Bruno Migliorini, mit dem zusammen er ein etymologisches Wörterbuch verfasste. 1950 trat er in den Istituto della Enciclopedia Italiana (Enciclopedia Treccani) ein und erarbeitete den sprachlichen Teil des Dizionario enciclopedico italiano (Treccani) in 12 Bänden (Rom 1955–1961), dann die 5 Bände des Vocabolario della lingua italiana (Rom 1986–1997). Von 1964 bis 1972 arbeitete er gleichzeitig am Vocabolario storico der Accademia della Crusca, deren Mitglied er 1995 wurde. Daneben war er Mitautor des einbändigen Dizionario della lingua e della civiltà italiana contemporanea (Palermo 1974).
Duro gehörte zu den ersten Lexikografen, die sich die elektronische Informationsverarbeitung zunutze machten.

## Werke
- Linguistica e poetica del Tommaseo, Pisa 1942
- Immagini e ritmi. Elementi di stilistica e metrica per il ginnasio e le scuole medie superiori, Florenz/Bari 1947
- Grammatica italiana. Fonologia, morfologia, sintassi, Turin 1950
- Grammatica italiana. La formazione della Lingua, Turin 1950
- (mit Bruno Migliorini) Prontuario etimologico della lingua italiana, Turin 1950, 1953, 1958, 1965, 1970, 1974, 1978, 1981
- Parola viva. Grammatica italiana per le scuole di avviamento professionale, Turin 1952
- (zusammen mit Emidio De Felice) Dizionario della lingua e della civiltà italiana contemporanea, Palermo 1974 (2221 Seiten), unter dem Titel: Vocabolario italiano, Turin 1993 (2344 Seiten)
- (Hrsg.) Giambattista Vico, Principi di una scienza nuova intorno alla natura delle nazioni. 2, Concordanze e indici di frequenza, Rom 1981
- Vocabolario della lingua italiana, 4 Bde., Rom 1986–1994 (2. Auflage + Supplement 1997; 1037 + 1190 + 1557 +  1311 + 95 Seiten; auch CD-ROM u. d.  T. Il Vocabolario Treccani, 2008)
- (Hrsg.) Matteo Giulio Bartoli Il dalmatico. Resti di un'antica lingua romanza parlata da Veglia a Ragusa e sua collocazione nella Romània appennino-balcanica, Rom 2000